# Sorbey (Moselle)
Pour les articles homonymes, voir Sorbey.
Sorbey est une commune française située dans le département de la Moselle, en région Grand Est.

## Géographie
Sorbey est située au sud-est de Metz. Le village est sur la route de Metz (D 999) après Courcelles-sur-Nied. L’écart de Poncillon au sud du ban communal.

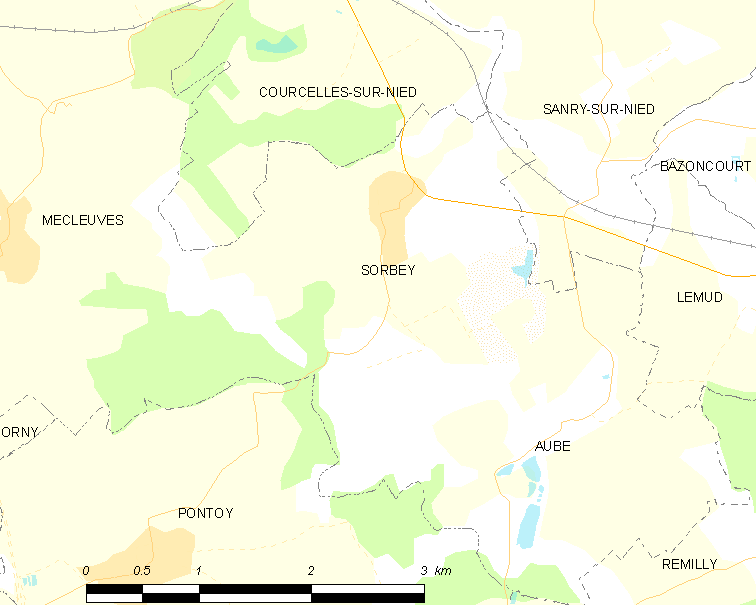
Carte de la commune.

### Communes limitrophes
|           | Courcelles-sur-Nied | Sanry-sur-Nied |
| Mécleuves | Sorbey              |                |
| Pontoy    |                     | Aube           |

### Transports
La commune est à 15 min de l'aéroport Metz-Nancy, de la gare de Metz-Ville et de la gare Lorraine TGV.

### Hydrographie
La commune est située dans le bassin versant du Rhin au sein du bassin Rhin-Meuse. Elle est drainée par la Nied et le ruisseau de Woivre.
La Nied, d'une longueur totale de 96,7 km, prend sa source dans la commune de Marthille, traverse 47 communes françaises, puis poursuit son cours en Allemagne où elle se jette dans la Sarre.

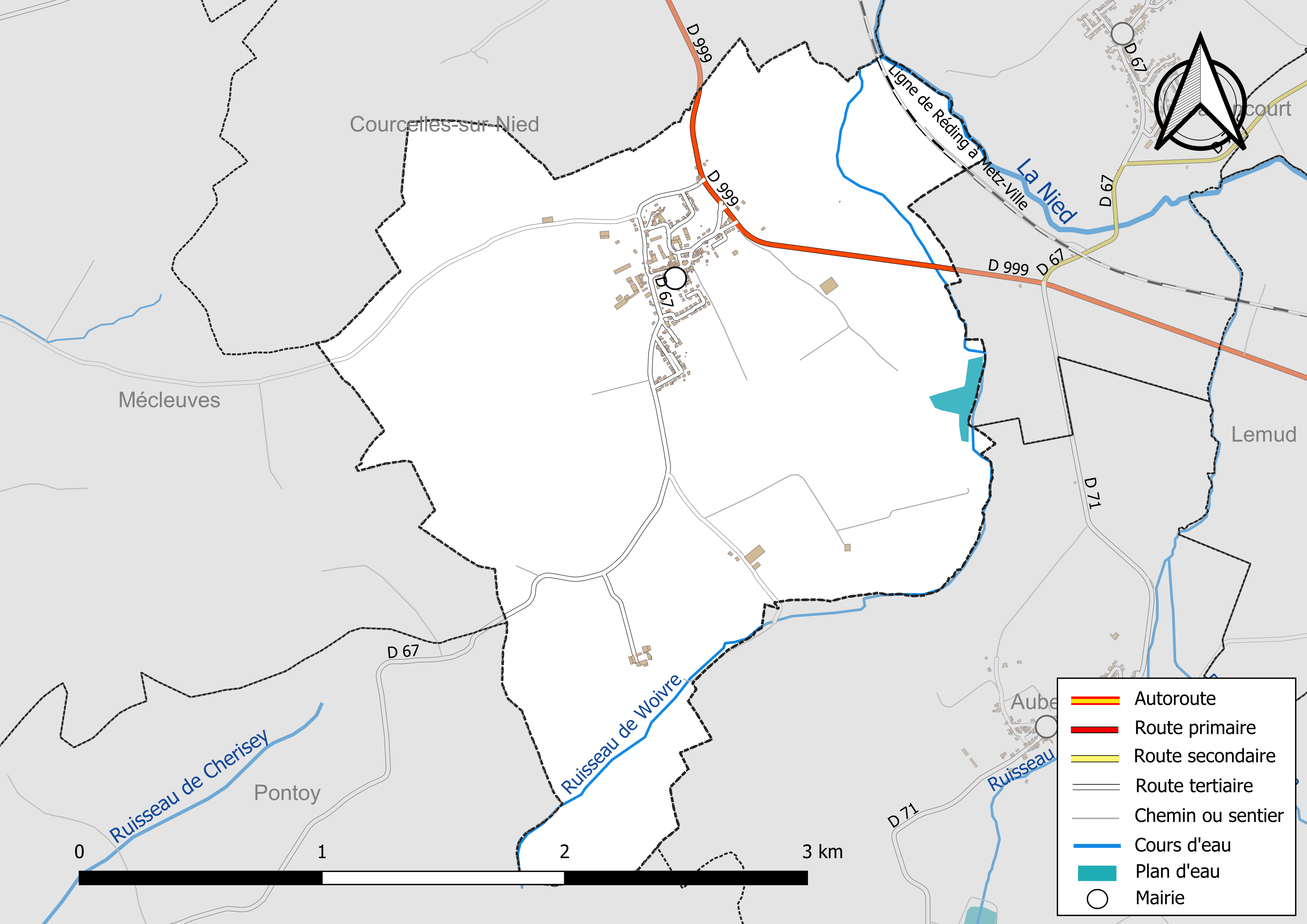
Réseaux hydrographique et routier de Sorbey.

La qualité des eaux des principaux cours d’eau de la commune, notamment de la Nied, peut être consultée sur un site spécial géré par les agences de l’eau et l’Agence française pour la biodiversité.

### Climat
Pour des articles plus généraux, voir Climat du Grand Est et Climat de la Moselle.
En 2010, le climat de la commune est de type climat océanique dégradé des plaines du Centre et du Nord, selon une étude du Centre national de la recherche scientifique s'appuyant sur une série de données couvrant la période 1971-2000. En 2020, Météo-France publie une typologie des climats de la France métropolitaine dans laquelle la commune est exposée à un climat semi-continental et est dans la région climatique Lorraine, plateau de Langres, Morvan, caractérisée par un hiver rude (1,5 °C), des vents modérés et des brouillards fréquents en automne et hiver.
Pour la période 1971-2000, la température annuelle moyenne est de 9,7 °C, avec une amplitude thermique annuelle de 16,8 °C. Le cumul annuel moyen de précipitations est de 782 mm, avec 11,5 jours de précipitations en janvier et 9,4 jours en juillet. Pour la période 1991-2020, la température moyenne annuelle observée sur la station météorologique de Météo-France la plus proche, « M.n.l. », sur la commune de Goin à 10 km à vol d'oiseau, est de 10,7 °C et le cumul annuel moyen de précipitations est de 678,8 mm. 
La température maximale relevée sur cette station est de 39,5 °C, atteinte le 24 juillet 2019 ; la température minimale est de −16,3 °C, atteinte le 2 janvier 1997,,.
Les paramètres climatiques de la commune ont été estimés pour le milieu du siècle (2041-2070) selon différents scénarios d'émission de gaz à effet de serre à partir des nouvelles projections climatiques de référence DRIAS-2020. Ils sont consultables sur un site spécial publié par Météo-France en novembre 2022.

## Urbanisme

### Typologie
Au 1er janvier 2024, Sorbey est catégorisée commune rurale à habitat dispersé, selon la nouvelle grille communale de densité à sept niveaux définie par l'Insee en 2022.
Elle est située hors unité urbaine. Par ailleurs la commune fait partie de l'aire d'attraction de Metz, dont elle est une commune de la couronne,. Cette aire, qui regroupe 245 communes, est catégorisée dans les aires de 200 000 à moins de 700 000 habitants,.

### Occupation des sols
L'occupation des sols de la commune, telle qu'elle ressort de la base de données européenne d’occupation biophysique des sols Corine Land Cover (CLC), est marquée par l'importance des territoires agricoles (90,4 % en 2018), une proportion identique à celle de 1990 (90,4 %). La répartition détaillée en 2018 est la suivante : 
terres arables (60,3 %), prairies (23,3 %), zones agricoles hétérogènes (6,7 %), zones urbanisées (4,8 %), forêts (4,8 %). L'évolution de l’occupation des sols de la commune et de ses infrastructures peut être observée sur les différentes représentations cartographiques du territoire : la carte de Cassini (XVIIIe siècle), la carte d'état-major (1820-1866) et les cartes ou photos aériennes de l'IGN pour la période actuelle (1950 à aujourd'hui).

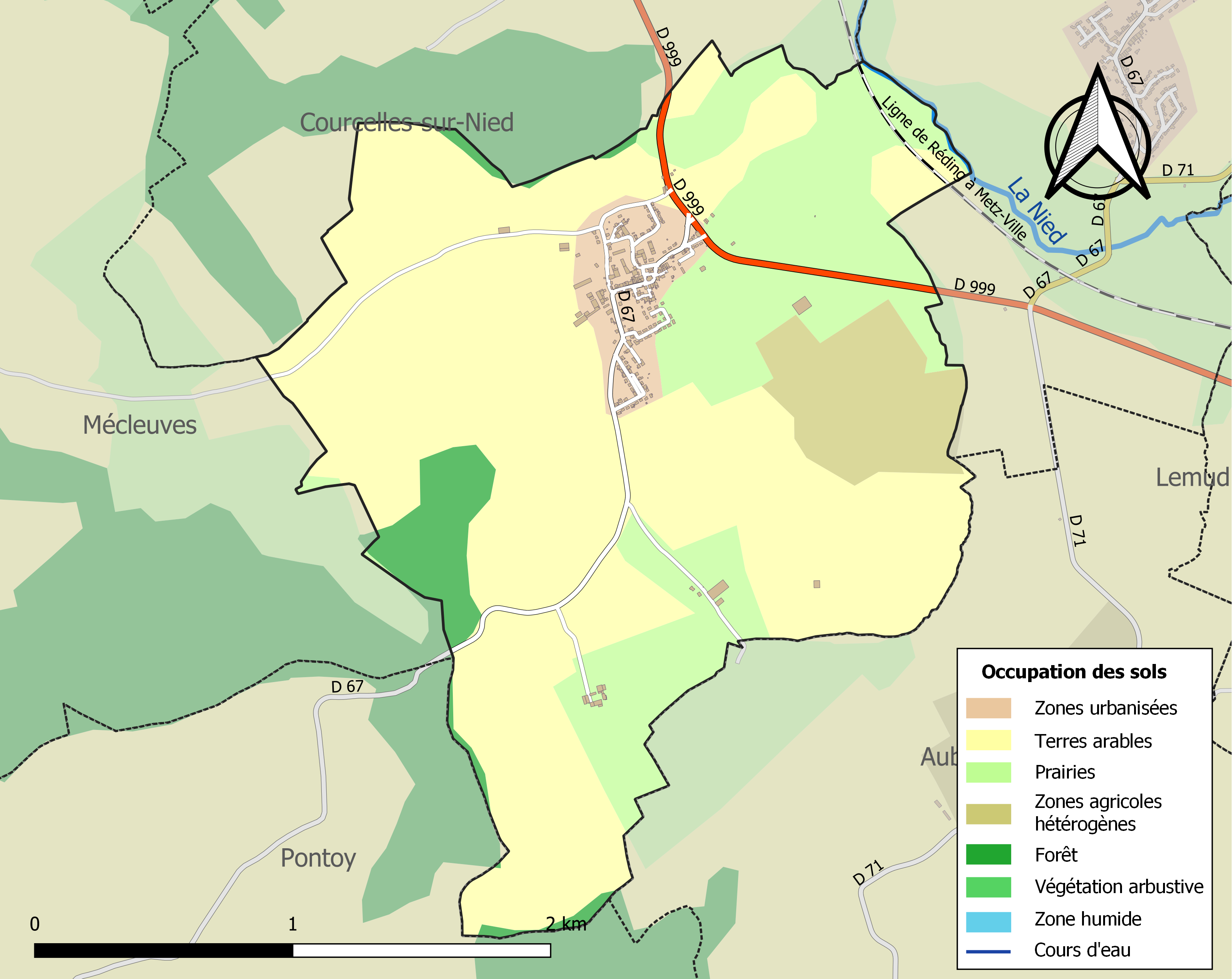
Carte des infrastructures et de l'occupation des sols de la commune en 2018 (CLC).

## Toponymie
- Sorbeiacum (1178) ; Sorbeirs (1181) ; Sorbers (1192) ; Sorbeium (1192) ; Sorbeis (1250) ; Sorboy (XVe siècle) ; Sorbay (1444) ; Xorbey (1501) ; Sorbei (1518) ; Xorboy (1537) ; Sorbé (1680 et 1793) ; Sorbey (1801) ; Sorbey (1871-1915) ; Sorbach (1915-1918) ; Sorbach (1940-1944). En lorrain : Sorbeu[réf. nécessaire].

Le nom Sorbey est issu du latin sorbus (sorbier), probablement de l'oïl sorbe « fruit du sorbier » et du suffixe collectif -oi, -ay ( latin -etum ) : « ensemble de sorbiers ».

## Histoire
- Village du Saulnois en pays Messin.
- Village cité pour la première fois en 1178.
- Dépendait de l'abbaye Saint-Vincent de Metz
- Village détruit en 1518 par Franz von Sickingen
- Poncillon était une seigneurie, élevée avec d'autres terres en baronnie à partir de 1748, ayant appartenu aux familles Lespingal et Pauline d'Elbeuf.

En 2006, la commune est labellisée une fleur au concours des villes et villages fleuris. Elle reçoit une deuxième fleur en 2008.
Un nouveau lotissement Le Haut Jardin accueillera[Quand ?] 26 habitations.

## Politique et administration
| Période                                  | Période  | Identité             | Étiquette | Qualité |
| ---------------------------------------- | -------- | -------------------- | --------- | ------- |
| an VIII                                  | an XIV   | Jean Rémy            |           |         |
| an XIV                                   | 1806     | Charles Toussaint    |           |         |
| 1806                                     |          | François Rémy        |           |         |
| 1947                                     | 1953     | François Rouyer      |           |         |
| 1953                                     | 1959     | Victor Grosse        |           |         |
| 1959                                     | 1971     | Alphonse Boutter     |           |         |
| 1971                                     | 1977     | Gaston Seignert      |           |         |
| 1977                                     | 1995     | René Grosse          |           |         |
| mars 1995                                | 1999     | Christine Laurillard |           |         |
| 1999                                     | 2014     | Lucienne Schmitt     |           |         |
| 2014                                     | En cours | Philippe Piot        |           |         |
| Les données manquantes sont à compléter. |          |                      |           |         |

## Démographie
L'évolution du nombre d'habitants est connue à travers les recensements de la population effectués dans la commune depuis 1793. Pour les communes de moins de 10 000 habitants, une enquête de recensement portant sur toute la population est réalisée tous les cinq ans, les populations de référence des années intermédiaires étant quant à elles estimées par interpolation ou extrapolation. Pour la commune, le premier recensement exhaustif entrant dans le cadre du nouveau dispositif a été réalisé en 2004.

En 2022, la commune comptait 390 habitants, en évolution de +6,27 % par rapport à 2016 (Moselle : +0,52 %, France hors Mayotte : +2,11 %).
| 1793 | 1800 | 1806 | 1821 | 1836 | 1841 | 1861 | 1866 | 1871 |
| ---- | ---- | ---- | ---- | ---- | ---- | ---- | ---- | ---- |
| 276  | 302  | 323  | 294  | 287  | 287  | 292  | 303  | 278  |

| 1875 | 1880 | 1885 | 1890 | 1895 | 1900 | 1905 | 1910 | 1921 |
| ---- | ---- | ---- | ---- | ---- | ---- | ---- | ---- | ---- |
| 283  | 270  | 256  | 253  | 216  | 220  | 220  | 224  | 202  |

| 1926 | 1931 | 1936 | 1946 | 1954 | 1962 | 1968 | 1975 | 1982 |
| ---- | ---- | ---- | ---- | ---- | ---- | ---- | ---- | ---- |
| 217  | 209  | 194  | 176  | 187  | 202  | 186  | 179  | 267  |

| 1990 | 1999 | 2004 | 2006 | 2009 | 2014 | 2019 | 2022 | - |
| ---- | ---- | ---- | ---- | ---- | ---- | ---- | ---- | - |
| 375  | 364  | 338  | 327  | 328  | 367  | 382  | 390  | - |

## Vie associative
L’association Sorbey loisirs propose des mercredis récréatifs, de la pétanque, des jeux et des chants. Elle organise également des expositions de peinture, des vide-greniers, des sorties.

## Culture locale et patrimoine

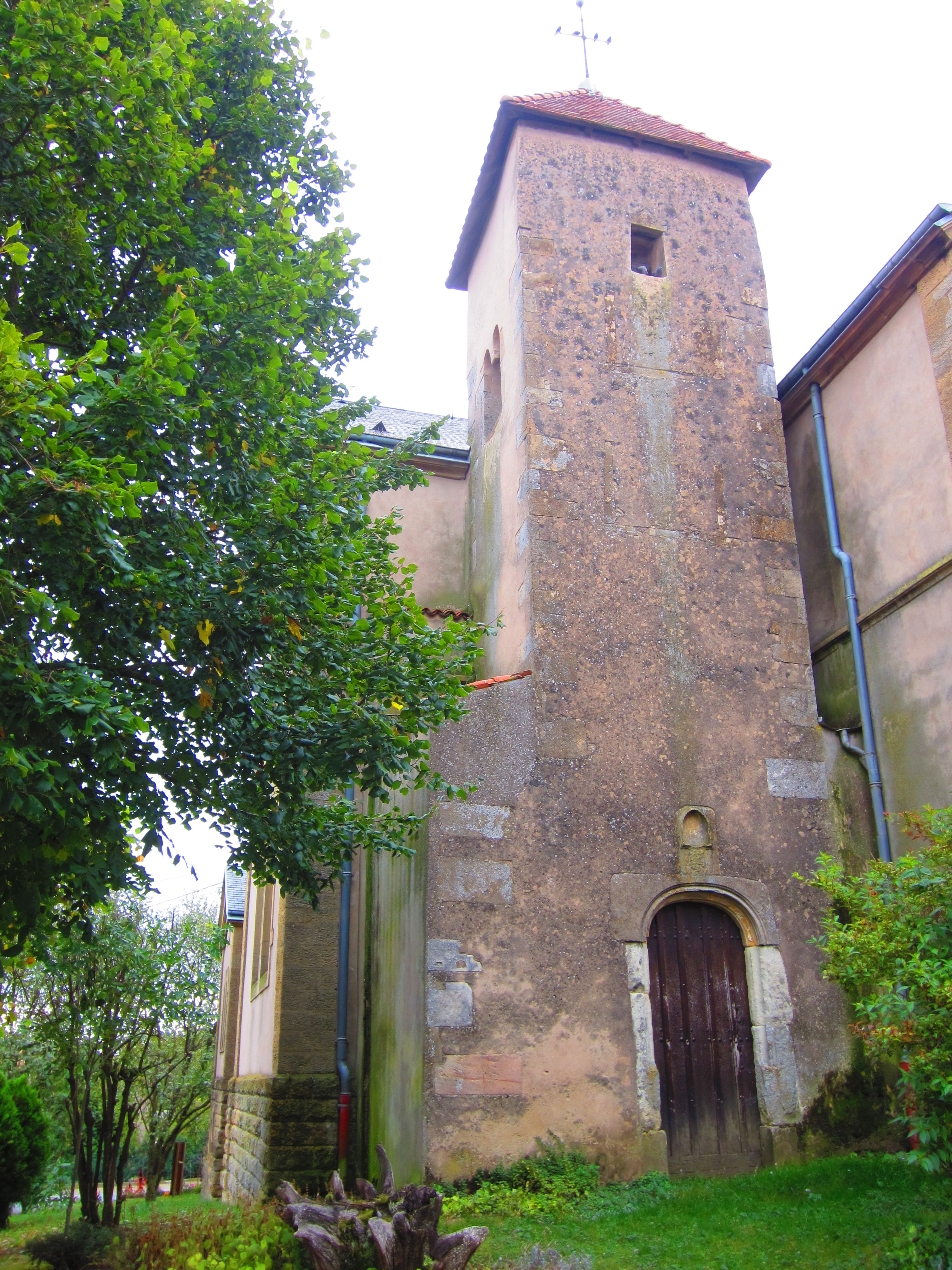
Ancien clocher.

### Lieux et monuments
- Église Saint-Alban, 1896 : de style néo-roman rhénan en forme de croix grecque ; deux clochers dont le plus ancien, un clocher roman du XIe siècle a été conservé ; narthex.
- Ancien clocher roman du XIe siècle jouxte le nouveau.
- Vestiges gallo-romains : villa, tuiles, monnaies.
- Maison forte.
- Salle socioculturelle.
- École primaire, à proximité de la mairie : elle accueille les classes de CP, CE1 et CE2 et des élèves de Sorbey, Bazoncourt et Sanry-sur-Nied dans le cadre du regroupement scolaire Les bords de Nied[14].
- Deux gites ruraux.
- Citystade.

### Personnalités liées à la commune
- François Rémy (1803-1854), lieutenant, chevalier de la Légion d’honneur (1849), né à Sorbey[20].

### Blasonnement
Mi-parti de gueules à la fleur de lys d’argent d’où naissent deux palmes de sinople, et d’argent au sorbier arraché de sinople fruité de gueules.
À droite ce sont les armes de l'abbaye Saint-Vincent de Metz et à gauche des armes parlantes.